# France au Concours Eurovision de la chanson 1975
La France a participé au Concours Eurovision de la chanson 1975 à Stockholm, en Suède. C'est la dix-neuvième participation de la France au Concours Eurovision de la chanson.
Le pays est représenté par Nicole Rieu et la chanson Et bonjour à toi l'artiste, sélectionnés en interne par TF1. La France se classe 4e, recevant 91 points. 

## À l'Eurovision

### Points attribués par la France
| 12 points | Royaume-Uni |
| 10 points | Suisse      |
| 8 points  | Malte       |
| 7 points  | Suède       |
| 6 points  | Irlande     |
| 5 points  | Pays-Bas    |
| 4 points  | Italie      |
| 3 points  | Luxembourg  |
| 2 points  | Portugal    |
| 1 point   | Israël      |

### Points attribués à la France
| 12 points            | 10 points | 8 points                                            | 7 points                  | 6 points  |
| -------------------- | --------- | --------------------------------------------------- | ------------------------- | --------- |
| - Irlande - Portugal |           | - Italie - Espagne - Royaume-Uni - Pays-Bas - Suède | - Israël - Malte - Monaco |           |
| 5 points             | 4 points  | 3 points                                            | 2 points                  | 1 point   |
|                      |           | - Suisse                                            | - Belgique                | - Turquie |

Nicole Rieu interprète Et bonjour à toi l'artiste en 3e position sur la scène après l'Irlande et avant l'Allemagne. Au terme du vote final, la France termine 4e sur 19 pays avec 91 points.